# Isla del Sujeto
La Isla del Sujeto es una isla española situada al sur de La Manga del Mar Menor, en el término municipal de Cartagena en la Región de Murcia a medio kilómetro de tierra y con una superficie de 2'4 hectáreas. 
Es la más baja y llana de las islas del Mar Menor, y forma, junto con la Isla del Ciervo y la Isla Rondella, un grupito diferenciado de las demás, por situarse muy próximas a la Manga y en su parte más meridional. Carece de construcciones. 
Como el resto de las islas del Mar Menor, se trata de un antiguo cono volcánico emergido hace unos 7 millones de años, durante el mioceno superior.

## Aspecto
Igual que la Isla Rondella, es también la cima de un cono volcánico submarino. Es la única isla que conserva un cráter más o menos apreciable.

## Protección medioambiental
Se encuentra incluida dentro del espacio natural de Espacios abiertos e islas del Mar Menor, protegida con la categoría de parque natural y de Zona de Especial Protección para las Aves.
- Datos: Q8538226